# Heterolocha sutschanska
Heterolocha sutschanska là một loài bướm đêm trong họ Geometridae.